# Dobrynin VD-4K
Il Dobrynin VD-4K, in alfabeto cirillico ВД-4К, era un motore aeronautico radiale a 24 cilindri a sestupla stella raffreddato a liquido, progettato dall'OKB 36 diretto da Vladimir Alekseevič Dobrynin e sviluppato in Unione Sovietica tra la fine degli anni quaranta e l'inizio degli anni cinquanta.
Realizzato appositamente per equipaggiare il bombardiere strategico Tupolev Tu-85 rimasto allo stadio di prototipo, benché rivelatosi un successo, confermato dal Premio Stalin, onorificenza concessa nel 1951 a Dobrynin ed al suo gruppo di progettazione per questo risultato, venne prodotto in un numero limitato di esemplari.

## Storia
Con l'avvio della guerra fredda, la contrapposizione che venne a crearsi alla fine della seconda guerra mondiale tra Stati Uniti d'America ed Unione Sovietica e la minaccia di un eventuale attacco con armi atomiche, suggerì ai sovietici di sviluppare un bombardiere strategico che avesse un raggio d'azione sufficiente per raggiungere il territorio nordamericano per un'azione di attacco o di rappresaglia. Il primo della nuova generazione di velivoli atti a questo ruolo fu il Tupolev Tu-4, copia non autorizzata dello statunitense Boeing B-29 Superfortress, velivolo che non era però in grado di espletare un simile compito.
Per poter disporre di un nuovo modello atto allo scopo, nel giugno 1948 il Consiglio dei Ministri emise una delibera con cui richiedere la progettazione di un velivolo in grado di raggiungere il territorio statunitense e fare ritorno alle basi di partenza. Le specifiche richieste impegnarono l'OKB 156 nella progettazione del Tupolev Tu-80, primo sviluppo del Tu-4 successivamente abbandonato in seguito alle specifiche previste dal decreto Nr. 3929-1608 emesso nel settembre 1949 e che daranno origine al più promettente Tu-85.

### Sviluppo
Le specifiche del Tu-80 prima e del Tu-85 poi necessitavano di una motorizzazione che abbinasse una notevole potenza con un adeguato consumo specifico per non gravare eccessivamente le prestazioni generali con il peso del combustibile. Il decreto Nr. 3929-1608 del 1949 richiedeva, tra l'altro, una potenza massima erogata di 4 300 CV, una potenza nominale di 3 200 CV ad una quota di 8 000-9 000 m, un consumo specifico di combustibile, allo 0,5-0,6 della potenza nominale, pari a 0,185-0,195 kg/CV ed un peso a vuoto, senza unità supplementare, di 1 900 kg.
Lo sviluppo di una simile unità motrice venne fatto carico di due diversi uffici di progettazione, l'OKB 19 diretto da Arkadij Dmitrievič Švecov che sviluppò lo Shvetsov ASh-2TK, un radiale 28 cilindri raffreddato ad aria versione a quadrupla stella del precedente ASh-82, e l'OKB 36 diretto da Vladimir Alekseevič Dobrynin che preferì una soluzione meno convenzionale, un radiale (o secondo altre fonti un motore ad X) 24 cilindri raffreddato a liquido con sei stelle di quattro cilindri l'una poste sulla stessa fila ed identificato inizialmente con la designazione M-253K.
La progettazione dell'M-253K, che beneficiava dell'esperienza della precedente serie di motori che utilizzavano la medesima architettura, cominciò nel gennaio 1949 e nel settembre iniziò la costruzione del prototipo. Dopo l'emissione delle nuove specifiche l'M-253K venne sviluppato in una versione turbo-compound, soluzione tecnica che permetteva il recupero dell'energia residua dai gas di scarico, la quale, sotto forma di calore, azionava una turbina.
Dopo essere stato completato nel gennaio 1950 ed aver effettuato il periodo di prova a terra, nel quale il modello si rivelò in grado di raggiungere le specifiche richieste, il propulsore venne montato su un Tupolev Tu-4 utilizzato come banco prova volante. Con il Tu-4 riuscì a compiere 100 ore di volo senza manifestare problemi confermando la bontà del progetto e rivelandosi maturo per l'avvio alla produzione in serie. Presentato alla commissione statale ottenne l'approvazione alla produzione e la sua definitiva designazione VD-4K.
Benché il motore ed il Tu-85 venissero considerati un successo tecnologico, tanto conferire il Premio Stalin a Dobrynin, ai suoi collaboratori ed al gruppo di lavoro dell'OKB 156 diretto da Andrej Nikolaevič Tupolev per questo risultato, il motore a combustione interna stava per essere superato in prestazioni, compattezza ed affidabilità dalla turbina a gas. Il VD-4K venne costruito in soli 23 esemplari e la sua produzione venne abbandonata con l'avvio della produzione del turboelica Kuznetsov NK-12, caratterizzato dal sistema ad elica controrotante, il quale verrà diffusamente utilizzato durante gli anni cinquanta nei modelli sovietici e che tuttora equipaggia, nelle versioni più evolute, i bombardieri Tupolev Tu-95.

## Velivoli utilizzatori
Unione Sovietica
- Tupolev Tu-4
- Tupolev Tu-85